# PutoMikel
Mikel Herrán Subiñas (Zaragoza, 1991), conocido en redes como PutoMikel, es un arqueólogo, artista drag, escritor, divulgador y youtuber español.

## Carrera
Mikel Herrán es arqueólogo por la Universidad Complutense de Madrid, máster en Arqueología del Mundo Árabe e Islámico por la University College London – Qatar y Doctor en arqueología por la Universidad de Leicester. Su investigación se centra en los entornos y prácticas domésticas como espacios para la transformación social en el periodo andalusí temprano.
Se dio a conocer en 2018 a través de sus vídeos de contenido histórico en la plataforma YouTube, analizando la historia occidental desde una perspectiva queer y decolonial, y tratando temas como la percepción que se tenía del género en la sociedad vikingao las expresiones de disidencia sexogenérica en la historia. A través del uso de redes sociales busca sacar los estudios históricos del ámbito académico y acercarlos a un público general.
En 2022 lanzó su primera obra, La historia no es la que es, es la que te cuentan, publicada por la Editorial Planeta, en la que trata la historia como una narración subjetiva y la forma en la que esta se construye.
En junio de 2023 acudió como invitado al podcast Movidas Varias, presentado por la historietista Quan Zhou Wu.
En 2024 publicó su segundo libro, Sodomitas, vagas y maleantes: Historia de la España desviada de Atapuerca a Chueca, que narra la historia de la disidencia sexual y de género y de las personas LGBT en la península Ibérica. Así mismo, desde enero de ese año, forma parte del equipo del programa de divulgación científica de la cuarta temporada de El condensador de fluzo, conducido por Raquel Martos, y emitido por La 2 de Televisión Española. Más tarde, en julio, participó en la Escuela feminista de la Asamblea Moza d'Asturies (AMA), jornadas celebradas en el Museo del Pueblo de Asturias en Gijón.

## Obras
- La historia no es la que es: Es la que te cuentan (Planeta, 2022)
- Sodomitas, vagas y maleantes: Historia de la España desviada de Atapuerca a Chueca (Planeta, 2024)[16]

## Filmografía

### Televisión
- El Condensador de Fluzo (colaborador)
- El intermedio (colaborador)